# Конет Іван Михайлович
Іван Михайлович Коне́т (нар. 16. 09. 1951, с. Лисівці Заліщиц. р-ну Терноп. обл.) — доктор фізико-математичних наук, професор, заслужений діяч науки і техніки України, дійсний член АНВШ України, проректор з наукової роботи. Народився 16 вересня 1951 року в с. Лисівці Заліщицького району Тернопільської області.

## Навчання, досягнення
1968 року закінчив із срібною медаллю Товстенську середню школу і вступив на математичний факультет Чернівецького державного університету.
У 1973 році закінчив з відзнакою математичний факультет Чернівецького державного (нині національного) університету імені Юрія Федьковича. Навчався за спеціальністю «Математика» зі спеціалізацією по кафедрі диференціальних рівнянь.
У 1982 році закінчив аспірантуру при Київському державному педагогічному інституті ім. О. М. Горького. Кандидатську дисертацію «Крайові задачі, що описуються системами лінійних диференціальних рівнянь другого порядку з малим параметром при похідній» успішно захистив 23 червня 1983 року на засіданні спеціалізованої вченої ради в Інституті математики АН УРСР (голова ради — академік АН СРСР, доктор технічних наук, професор Ю. О. Митропольський).
24 листопада 2008 року на засіданні спеціалізованої вченої ради Д 26.001.37 у Київському національному університеті імені Тараса Шевченка (голова ради — академік НАН України М. О. Перестюк) захистив дисертацію «Інтегральні зображення розв'язків крайових і мішаних задач для диференціальних рівнянь з частинними похідними в кусковооднорідних середовищах» на здобуття наукового ступеня доктора фізикоматематичних наук зі спеціальності 01.01.02 — диференціальні рівняння.
У 1973—1976 роках працював учителем фізики і математики Баришської середньої школи Бучацького району Тернопільської області.
З лютого 1976 року по травень 2021 року працював у Кам'янець-Подільському національному університеті імені Івана Огієнка на посадах асистента, старшого викладача, доцента, професора кафедри математики, заступника декана з наукової роботи фізико-математичного факультету, начальника науково-дослідного сектора університету, завідувача кафедри алгебри та математичного аналізу, проректора з наукової роботи.
З вересня 2022 року працює у Волинському національному університеті імені Лесі Українки.
25 серпня 1987 року рішенням Міністерства вищої і середньої спеціальної освіти СРСР присвоєно вчене звання доцента кафедри геометрії і методики викладання математики.
9 листопада 2010 року рішенням Атестаційної колегії МОН України присвоєно вчене звання професора кафедри диференціальних рівнянь і прикладної математики. Побудовано асимптотичні розвинення розв'язків крайових задач для систем лінійних диференціальних рівнянь другого порядку з малим параметром при похідній, розвинуто теорію інтегральних та гібридних інтегральних перетворень типу Мелера-Фока, одержано інтегральні зображення розв'язків крайових задач для диференціальних рівнянь з частинними похідними в неоднорідних середовищах. Працював над виконанням 6 фундаментальних науково-дослідних тем з бюджетним фінансуванням.
Під керівництвом І. М. Конета виконано і захищено 60 дипломних та 40 магістерських робіт, опубліковано понад 60 студентських наукових публікацій. На Всеукраїнському конкурсі студентських наукових робіт з математичних наук нагороджені дипломами його студенти Галина Пономаренко (диплом II ступеня, 2009), Володимир Сидорук (диплом I ступеня, 2010), Олександр Толубець (диплом I ступеня, 2011).
Опублікував 14 монографій, 11 препринтів; 34 посібники для закладів вищої освіти, у тому числі 8 посібників з грифом МОН України; 34 посібники для закладів загальної середньої освіти, у тому числі 4 посібники з грифом МОН України; 42 довідково-бібліографічну книгу і брошуру, 385 статей, серед яких 154 опубліковано у фахових виданнях, 108 матеріали і тези конференцій. Підготував 3 кандидатів наук.

## Наукові профілі автора
Google Scholar
Scopus Author ID
ORCID
ResearcherID
Автор більш ніж 218 наукових праць  та публікацій у міжнародних виданнях, які індексуються в міжнародній наукометричній базі Scopus. При цьому за даними бази Google Scholar загальна кількість цитувань складає — 492, а індекс Гірша — 11.

## Курси
Для студентів фізико-математичного факультету розроблено і прочитано у різні роки нормативні курси
- «Математична логіка і теорія алгоритмів»,
- «Диференціальна геометрія та елементи топології»,
- «Теорія ймовірностей і математична статистика»,
- «Математична фізика»,
- «Алгебра і геометрія»,
- «Лінійна алгебра»,
- «Елементарна математика»,

спеціальні курси
- «Диференціальні рівняння математичної фізики»,
- «Геометрія трикутника»,

для магістрантів — нормативні курси
- «Основи наукових досліджень»,
- «Актуальні задачі математичної фізики»,
- «Сучасні проблеми прикладної математики» та спеціальний курс «Інтегральні перетворення та їх застосування».

Член редколегій збірників наукових праць:
- 1. «Математичне та комп'ютерне моделювання. Серія: Фізико-математичні науки»: збірник наукових праць Інституту кібернетики імені В. М. Глушкова НАН України та Кам'янець-Подільського національного університету імені Івана Огієнка (фахове видання).
- 2. «Математичне та комп'ютерне моделювання. Серія: Технічні науки»: збірник наукових праць Інституту кібернетики імені В. М. Глушкова НАН України та Кам'янець-Подільського національного університету імені Івана Огієнка (фахове видання).
- 3. «Збірник наукових праць Кам'янець-Подільського національного університету імені Івана Огієнка. Серія: Педагогічні науки» (фахове видання).
- 4. «Педагогічна освіта: теорія і практика»: збірник наукових праць Інституту педагогіки НАПН України та Кам'янець-Подільського національного університету імені Івана Огієнка (фахове видання).
- 5. «Вісник Кам'янець-Подільського національного університету імені Івана Огієнка. Фізичне виховання, спорт і здоров'я людини»: збірник наукових праць (фахове видання).

У 2008—2011 рр. — позаштатний співробітник математичного журналу «Mathematical Rewiews».
Був членом спеціалізованої вченої ради К 76.051.02 із захисту кандидатських дисертацій при Чернівецькому національному університеті імені Юрія Федьковича.
Член оргкомітету 15 міжнародних наукових конференцій.
Член Національної спілки журналістів України та Національної спілки краєзнавців України.
Академік АН вищої школи України з 2012 року за науковим відділенням математики.

## Нагороди та відзнаки
Нагороджений знаком Міністерства освіти України «Відмінник освіти України» (1998 р.),
Почесна грамота Міністерства освіти і науки України (2001 р.),
Нагрудний знак МОН України «За наукові досягнення» (2009 р.), Грамота Міністерства освіти і науки, молоді та спорту України (2010 р.), Грамота НАПН України (2016 р.), Грамота Інституту математики НАН України (2018 р.), Почесними грамотами Хмельницької обласної державної адміністрації та Хмельницької обласної ради, Подякою Чернівецької обласної державної адміністрації, департамент освіти і науки, молоді та спорту (2012 р.), Почесними грамотами Кам'янець-Подільської міської ради, Почесною грамотою Дунаєвецької районної державної адміністрації (2013 р.), Грамотами, грошовими преміями та цінними подарунками ректорату університету, знаками «За вагомий внесок в розвиток освіти та науки у Кам'янець-Подільському державному університеті», «Ветеран праці Кам'янець-Подільського національного університету».
Іван Михайлович — переможець конкурсів «Викладач року» Кам'янець-Подільського національного університету імені Івана Огієнка 2004, 2007, 2009 та 2011 років.
Указом Президента України № 567/2015 від 04 жовтня 2015 року Івану Михайловичу за значний особистий внесок у розвиток національної освіти, підготовку кваліфікованих фахівців, багаторічну плідну педагогічну діяльність та високий професіоналізм присвоєно почесне звання «Заслужений діяч науки і техніки України».
19 серпня 2016 року Хмельницькою обласною державною адміністрацією нагороджений почесною відзнакою «За заслуги перед Хмельниччиною».
25 січня 2019 року нагороджений Грамотою Верховної Ради України «За заслуги перед українським народом».

## Місце роботи, посада
Волинський національний університет імені Лесі Українки, факультет інформаційних технологій і математики, професор кафедри теорії функцій та методики навчання математики.